# Иоганн I (Гольштейн-Киль)

Графство Гольштейн на карте Священной Римской империи 1250 года.

Иоганн I (нем. Johann I.; ок. 1229 — 20 апреля 1263) — граф Гольштейна с 1239 года, граф Гольштейн-Киля с 1261 года, из рода Шауэнбургов.
Старший сын графа Шауэнбурга и Гольштейна Адольфа IV и его жены Хейлвиги фон Липпе.
После отречения отца (1239 год) Иоганн I правил наследственными владениями совместно с братом — Герхардом I (первоначально — под опекой Абеля, герцога Шлезвигского - мужа старшей сестры).
В 1261 году они разделили графство: Иоганн I получил Вагрию, Восточный Гольштейн и Загеберг, сделав своей резиденцией Киль, Герхард I — Шторман, Плён и Шаумбург с центром в Итцехо, и позже Дания передала ему Рендсбург.
В 1263 году Иоганн I умер. Его сыновья правили унаследованными землями сначала совместно, под опекой дяди — Герхарда I, а в 1273 году разделились.

## Семья
В 1249 или 1250 году Иоганн I женился на Елизавете (ум. между 1293 и 1306), дочери герцога Альбрехта I Саксонского. У них было шестеро детей:
- Елизавета (ум. 1284), жена графа Николая I Шверин-Виттенбургского (ум. 1323)
- Хейлвига (ок. 1251 — до 1308), с 1262 жена маркграфа Оттона IV Бранденбургского
- Адольф V (ок. 1252—1308), граф Гольштейн-Зегеберга
- Иоганн II (1253—1321), граф Гольштейн-Киля
- Агнесса (ум. 1286/1287), жена Вальдемара Ростокского (ум. 1282)
- Альбрехт (ум. 1300) — пробст в Гамбурге.